# 布拉克苏乡
布拉克苏乡，是中华人民共和国新疆维吾尔自治区喀什地区疏附县下辖的一个乡镇级行政单位。

## 行政区划
布拉克苏乡下辖以下地区：
比仁其英其开村、伊肯其英其开村、吐尔恰巴格村、克孜坎特村、阔纳霍伊拉村、托日巴格村、代苏村、英艾日克村、吾斯塘博依村、尤喀克兰干村、恰热克村、亚喀什村、乌润巴斯提村、喀拉巴格村、阿热勒村和托格拉克贝希村。